# Philharmonie régionale de Donetsk

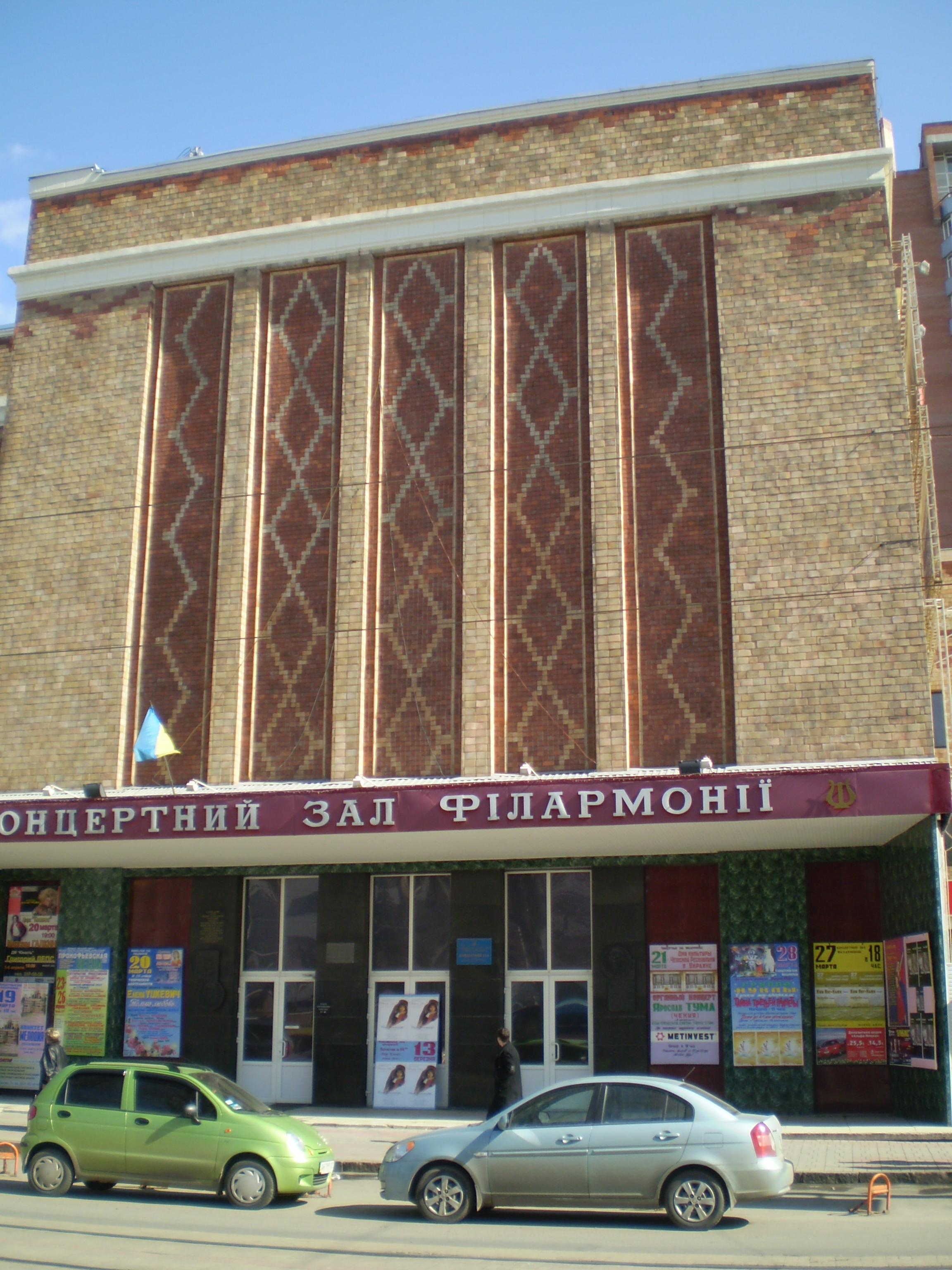
Façade de la philharmonie

La Philharmonie régionale de Donetsk (en russe : Донецкая областная филармония, en ukrainien: Донецька обласна філармонія) est un établissement culturel de Donetsk consacré à la musique situé dans le raïon de Vorochilov, place Lénine. Il a été inauguré en janvier 1931.
En 1959, l'orgue de l'ancienne église luthérienne Saint-Pierre-et-Saint-Paul de Léningrad (aujourd'hui Saint-Pétersbourg) a été donné à la Philharmonie.  Les étudiants du conservatoire de Saint-Pétersbourg à la fin du XIXe siècle jouaient sur cet orgue et notamment Tchaïkovski. En 1991, la Philharmonie reçoit le nom de Prokofiev, né dans la région.
L'édifice a été construit en 1930 selon les plans de l'architecte Ludwig Kotovski. Il a été restauré après la guerre et en 2012.
Konstantin Simeonov y a été chef d'orchestre.

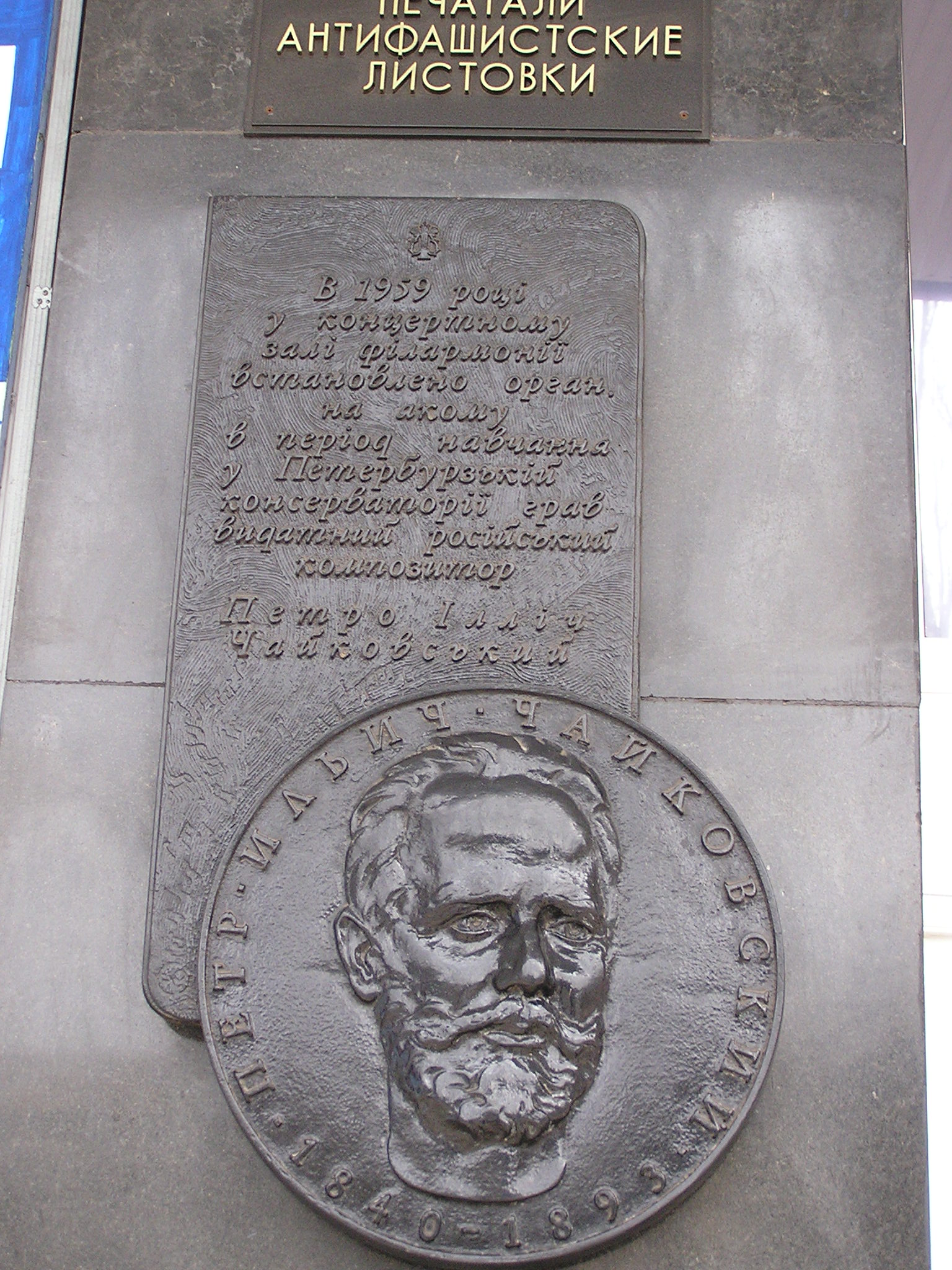
Médaillon et plaque en l'honneur de Tchaïkovski
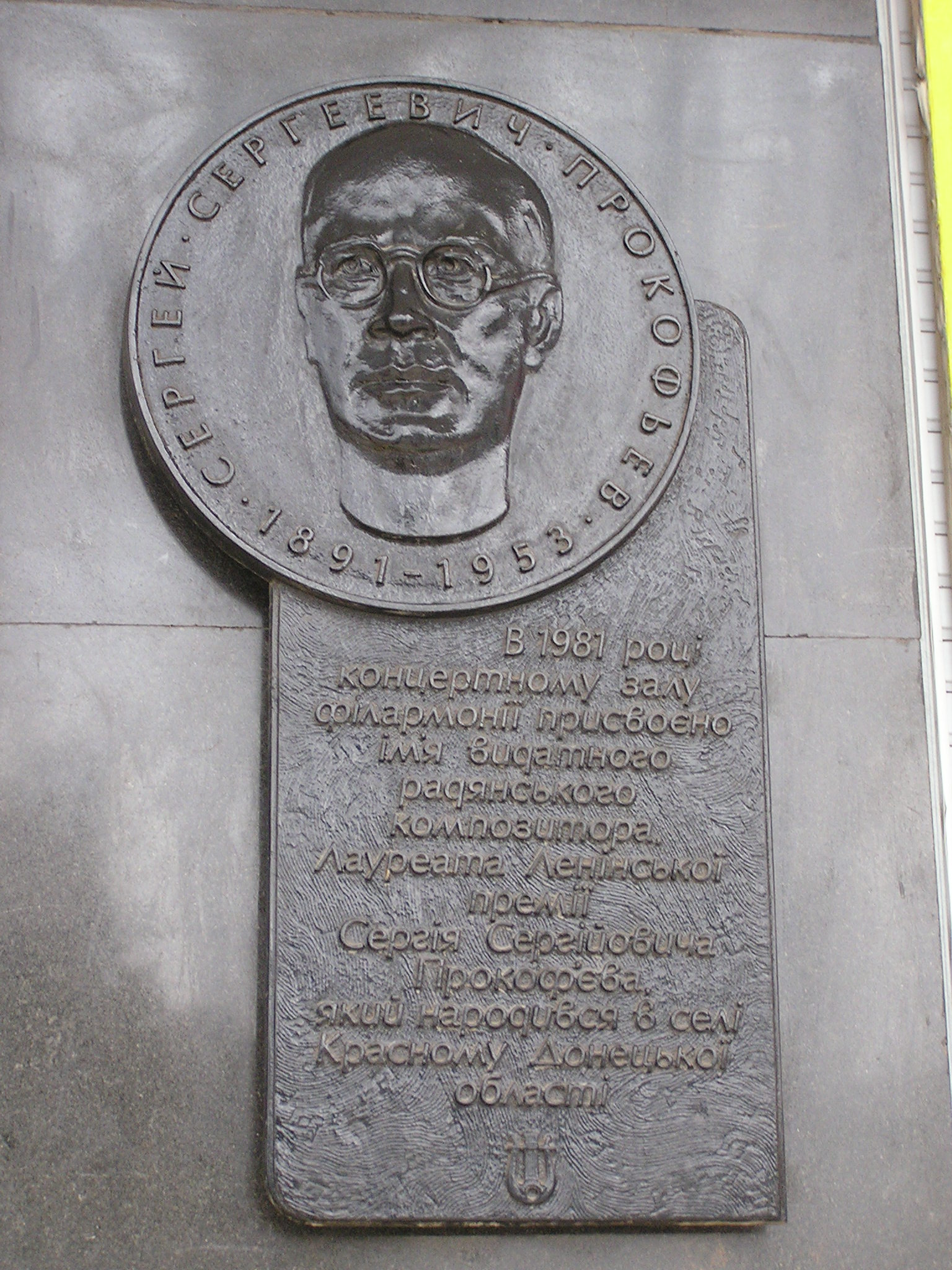
Médaillon et plaque en l'honneur de Prokofiev